# Товсте (селище)
То́всте — селище в Україні, на Поділлі, центр Товстенської селищної територіальної громади Чортківського району Тернопільської області. Розташоване на західному Поділлі, над річкою Тупою. Населення — 5000 мешк. (1970 р.), 3460 мешк. (2001 р.), 3453 мешканці (2007 р.).

## Археологічні пам'ятки
У селищі та поблизу нього виявлено археологічні пам'ятки трипільської, гава-голіградської, сарматської, черняхівської, давньоруської культур, пізньофеодального часу.

## Історія

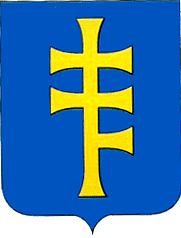
Герб польського періоду

Перша писемна згадка — 1414 р. Назва міста, можливо, походить від прізвища галицького боярина В'ячеслава Товстого, котрий служив князю Роману Мстиславовичу. За деякими даними поселення спочатку називалося «Толсте». Річка Тупа згадується під назвою «Дупла».
1434 р. поляки захопили Західне Поділля, 1449 року перший раз з'являється польський варіант назви поселення «Тлусте». У «Географічному словнику Королівства Польського» річка Тупа вказана теж під іншою назвою — Дупа (пол. Dupa).
З XV ст. Товсте належало до Червоногродського повіту Подільського воєводства. Розташоване на важливому торговельному шляху, що з'єднував Львів із Волощиною, було значним торговим центром Західного Поділля.
Дідичем Товстого був, зокрема, шляхтич з руського роду Ходоровських — Мартин, який 1549 року отримав від короля Сиґізмунда II Августа привілей для збирання мита, а отримані кошти мали використовуватися для уримання в належному стані доріг, мостів, гребель. 1549 року надано маґдебурзьке право[джерело?].
1571 р. дідич містечка Ян Ходоровський отримав привілей на 2 ярмарки на рік (у дні святого Варфоломія та навернення святого Павла) та торги щочетверга. 1580 року в міста був новий дідич — хмільницький староста Міхал Язловецький, який того року отримав привілей на проведення двох ярмарків (у дні святої Трійці та святого Луки).
Під час Визвольної війни під проводом Богдана Хмельницького Товсте — одне зі семи повстанських центрів на Галицькому Поділлі.
Влітку 1672 р. містечко захопили турки, до 1683 р. належало до Чортківського пашалику. Згодом — власність князів Понінських, пізніше — Любомирських та Потоцьких. 1701 р. король Авґуст II Фрідріх підтвердив для Тлустого маґдебурзьке право, всі привілеї.
Після 1772 р. австрійський уряд визначив Тлусте як повітове місто Заліщицької округи, згодом — заштатне містечко.
1880 р. проживало 3199 осіб, з них — 2225 євреїв.. Діяли «Просвіта» (читальню засновано 1902 р., відновлено 1925 р.), «Луг», «Сільський господар», «Рідна школа», «Союз українок» та інші товариства, окружна складниця Союзу кооператорів.
1 квітня 1934 р. ґміна Тлусте Място отримало статус міста.
У січні 1940 р. позбавлене статусу міста, новий статус — смт.
7 липня 1941 — 13 квітня 1944 — під німецькою окупацією, під час якої у Тлустому й на околиці закатували близько 5 тис. осіб, в тому числі єврейську громаду містечка, яка налічувала в той час близько 2500 чоловік.
У вересні 1943 р. поблизу проходили партизанські з'єднання Сидора Ковпака.
Від 1948 до травня 1951 року діяла підпільна друкарня ОУН.
До 1962 р. містечко було райцентром.

## Символіка

### Герб
Затверджений 1779 року.

## Пам'ятки

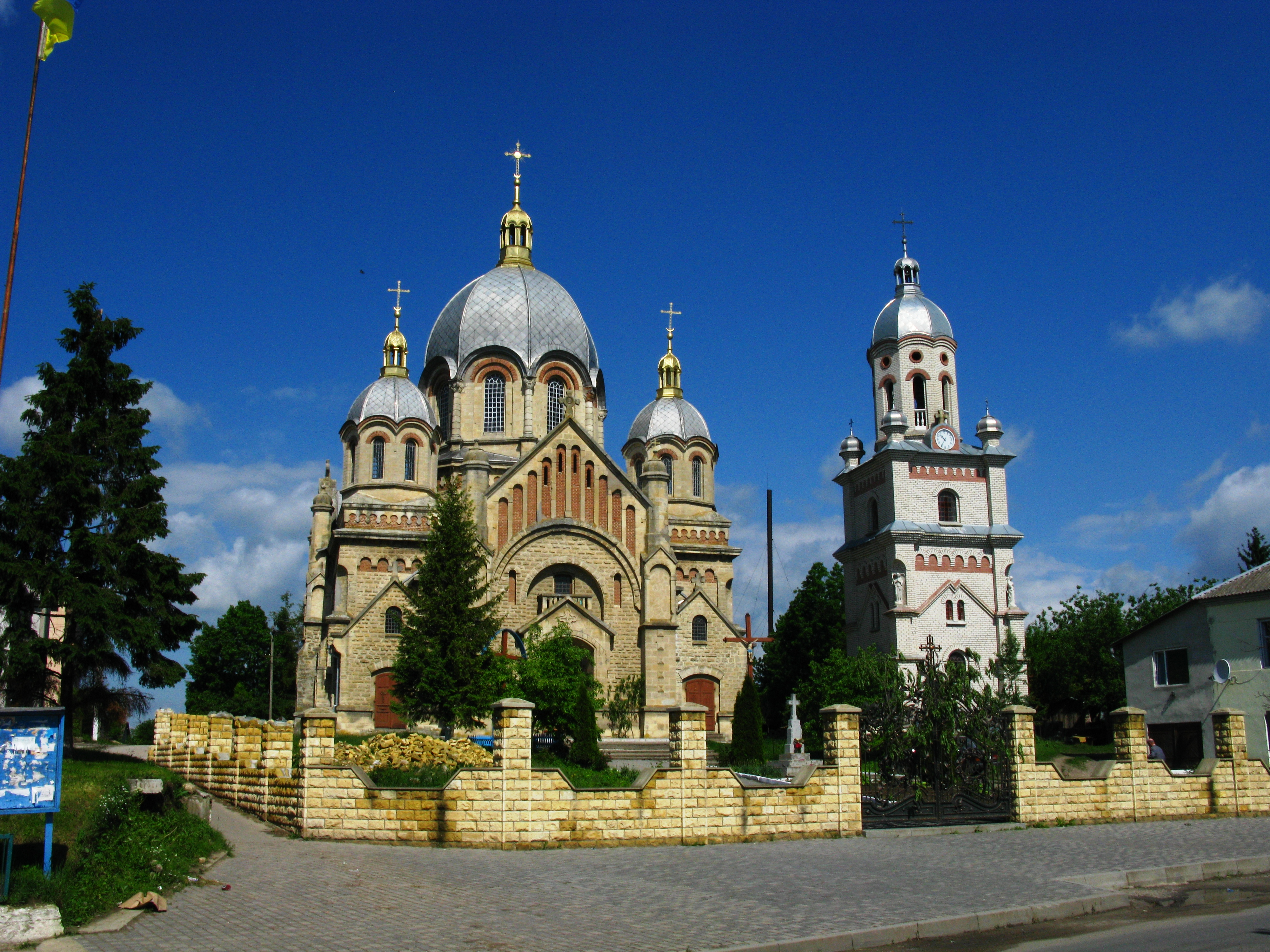
Храм Архистратига Михаїла

Збереглися замковий форт (кін. 16 ст.), палац (18 ст.), ратуша і приміщення Народного дому (поч. 20 ст.).

### Храми
Церкви:

Церква

Церква

- святого Архистратига Михаїла (1939 р.)
- святого Андрея Первозванного (1995 р., мурована)
- костел святої Анни (1912 р.).

До 1911 року в містечку була дерев'яна церква, збудована майстрами Грубаром Григорієм та Дем'яном Цапкою у 1731 році. Розібрана.

### Пам'ятники і пам'ятні знаки
Споруджено братські могили воїнам ЧА, серед них Героя Радянського Союзу Олександра Худякова (1944 р.), пам'ятники воїнам ЧА (1954 р.), Б. Хмельницькому (1956 р.), жертвам нацизму (1990 р., на єврейськ. цвинтарі), Тарасу Шевченку (1993 р., скульптор Л.Юрчук), надгробки на могилах УСС (1991 р.), вояків УПА (1992 р.) і районного провідника ОУН та УПА П.Скалецького (1996 р.), встановлено пам'ятний хрест (1991 р.), насипано символічну могилу на честь Незалежности України з «фігурою» Матері Божої (1992 р., скульп. І.Гудима).
14 жовтня 2020 відкрили меморіал з іменами всіх повстанців, яких вбили на території тодішнього Товстенського р-ну в 40-50 рр. минулого століття.
Пам'ятник Тарасові Шевченку
Пам'ятка монументального мистецтва місцевого значення.
Встановлений 1994 р. Скульптор – І. Мулярчук.
Скульптура – бетон, постамент – камінь.
Скульптура – 3,2 м, постамент – 1,5 м.
Пам'ятний знак (хрест) на честь скасування панщини (Товсте)
Пам'ятка історії місцевого значення.
Робота самодіяльних майстрів (1848 р.).

### Пам'ятки природи
Є пам'ятка природи — залишки пансіонного парку (XIX ст.).

## Соціальна сфера
Діють ЗОШ 1-3 ступенів, ПТУ № 22, музична школа, Будинок культури, Будинок школяра, бібліотека, лікарня, 3 аптеки, кінотеатр(ред.не функціонує), 2 стадіони, історичний народний музей, відділення зв'язку, лінійно-технічна станція, шлях.-експлуат. дільниця, хлібозавод, комбінат комунал. підприємств, «Заготзерно», бурякопункт, ПП НВАП «Ель Гаучо», 23 торгові заклади.
Харчова промисловість, гіпсовий завод, цегельня. З 1963 року школа механізації сільського господарства.

## Відомі люди

### Народилися
- Бернгард Вахштайн (1868—1935) — історик і бібліограф єврейської громади, який перебудував, розширив і модернізував бібліотеку Israelitische Kultusgemeinde Wien (Віденська ізраїльська громада).
- Ян Кароль Зубжицький-Сас (1860—1935) — польський науковець, архітектор (зокрема, автор проекту теперішнього костелу святого Станіслава в центрі Чорткова),
- Володимир Кучер (1885—1970) — фізик, педагог,
- Євген Рослицький (1927—2008) — мікробіолог перекладач,
- Іван Ставничий (1891—1973) — правник, журналіст, перекладач,
- Фридрак Орест-Ярема Миколайович (1937) — журналіст, літератор, заслужений журналіст України,[17] автор книги «Біла каплиця».[18]
- Александер Семкович — польський історик, сенатор, братанок історика Александера Семковича,[19]
- Хіршлєр Ян (1883—1951) — польський медик.

Сучасники
- Бадло Петро — український та казахський футболіст, найкращий гравець Чемпіонату Казахстану 2013 року за версією УЄФА,[20]
- Володимир Барна (1953) — поет, публіцист, літературознавець,
- Ігор Гордій (1956) — архітектор, працює в м. Тернополі,
- Павло Дорожинський (1926—2015) — український політичний і громадський діяч, публіцист, журналіст, редактор. Голова Центрального Проводу Об'єднання українських націоналістів (державників) — ОУН (д) 2005—2015 рр.,
- Борис Єфремов (1954) — артист, діяч культури,
- Олександр Кміта — вчений-фізик, військовик, ґенерал-майор міліції,
- Степан Кошель — Герой Радянського Союзу,
- Василь Тракало — журналіст, письменник.
- Василь Гудима — коваль, скульптор.

### Проживали, працювали
- Микола Касьян — український народний лікар, мануальний терапевт; з травня 1960 по червень 1961 року — заступник головного лікаря Товстенського району
- Балей Святослав-Роман Володимирович — доктор медицини, лікар, громадський діяч.

Проживали єврейський релігійний реформатор, народний цілитель Бешт, громадський діяч Л. Горбачевський, працювали адвокат, громад. діяч В. Бараник, правники І. Кивелюк і В.-Р. Ставничий, навчався письменник, громадсько-культурний діяч Д. Збігнєв.
Перебували режисер, актор Лесь Курбас, бандурист Гнат Хоткевич.

### Пам'ятники

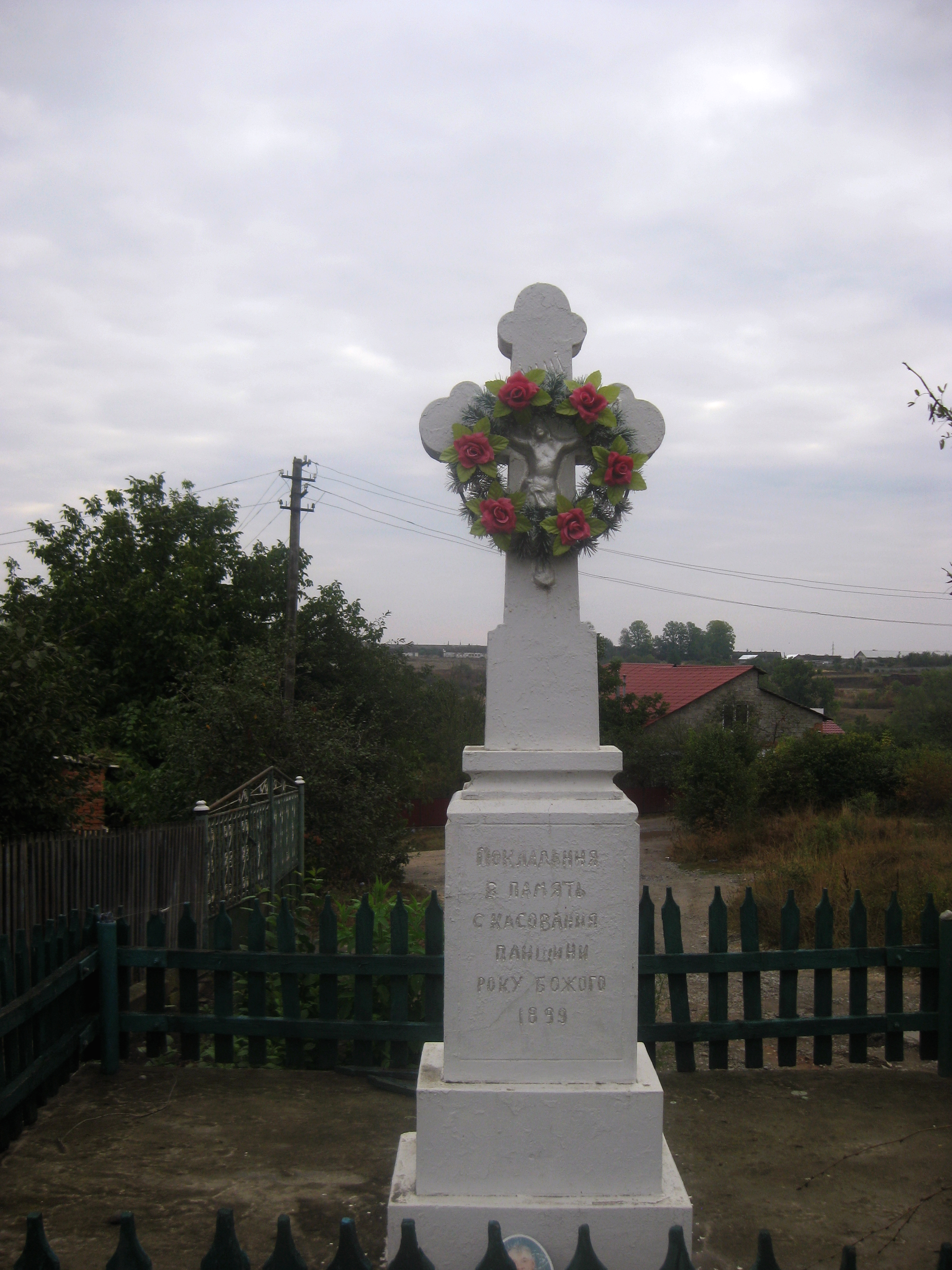
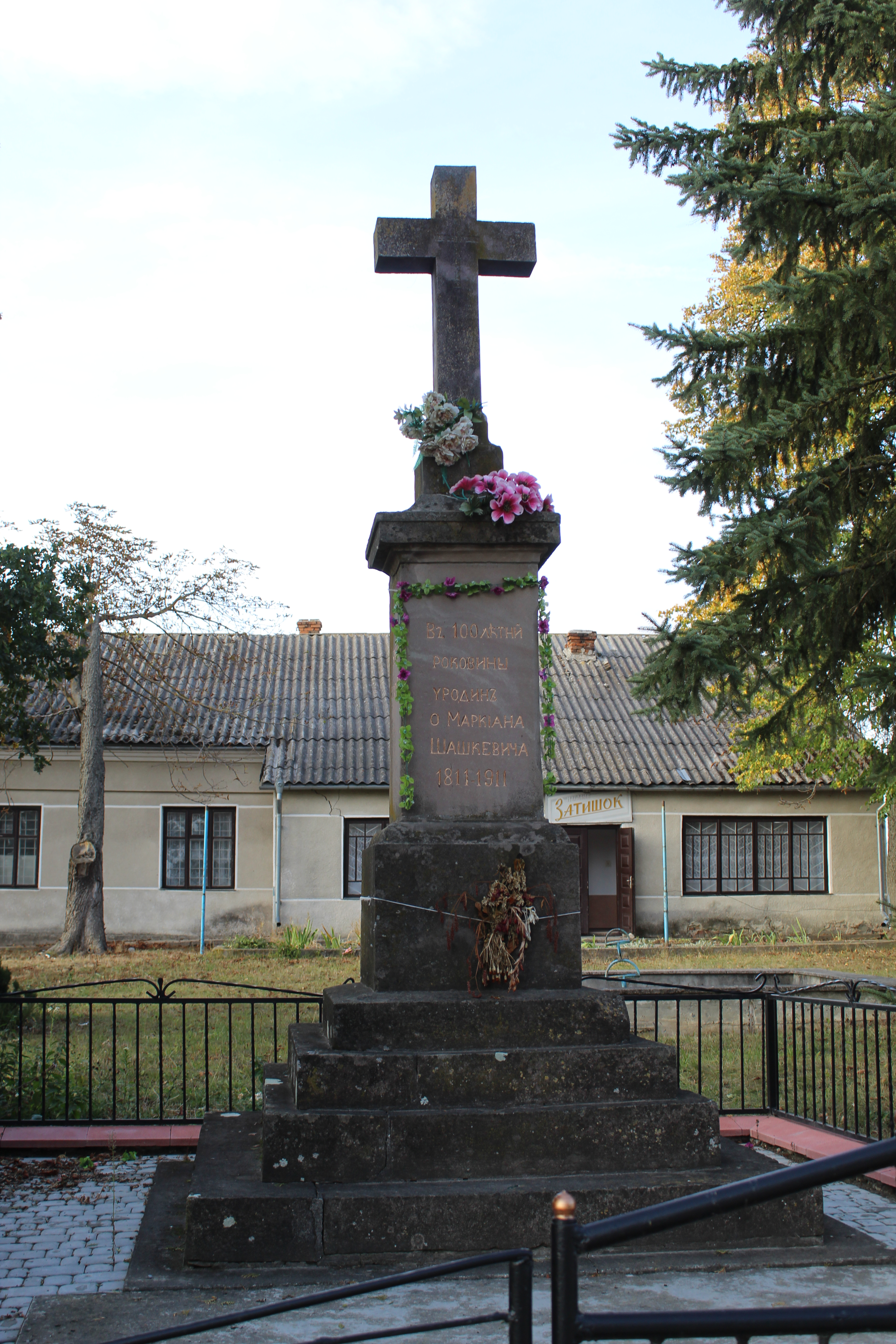
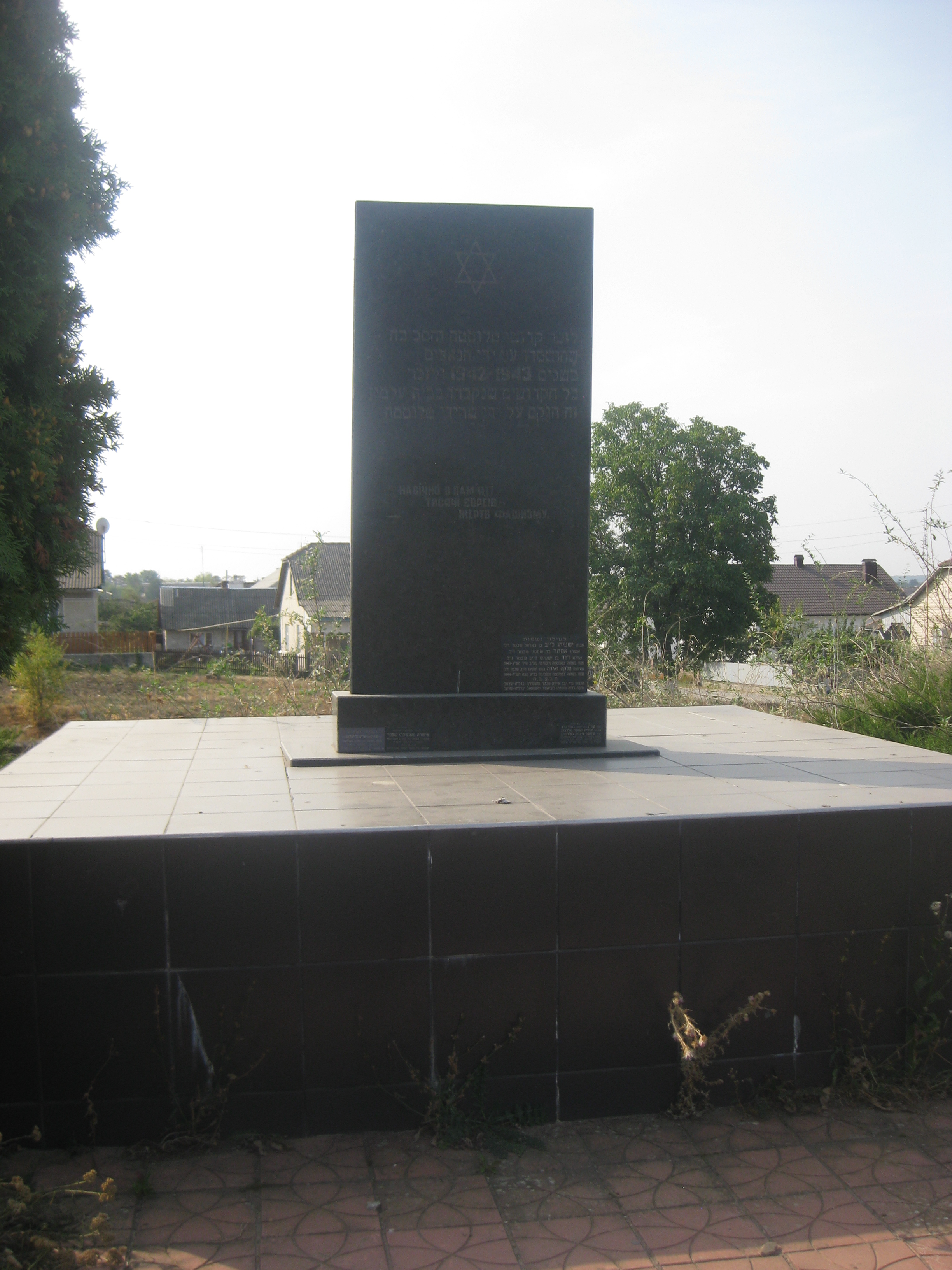
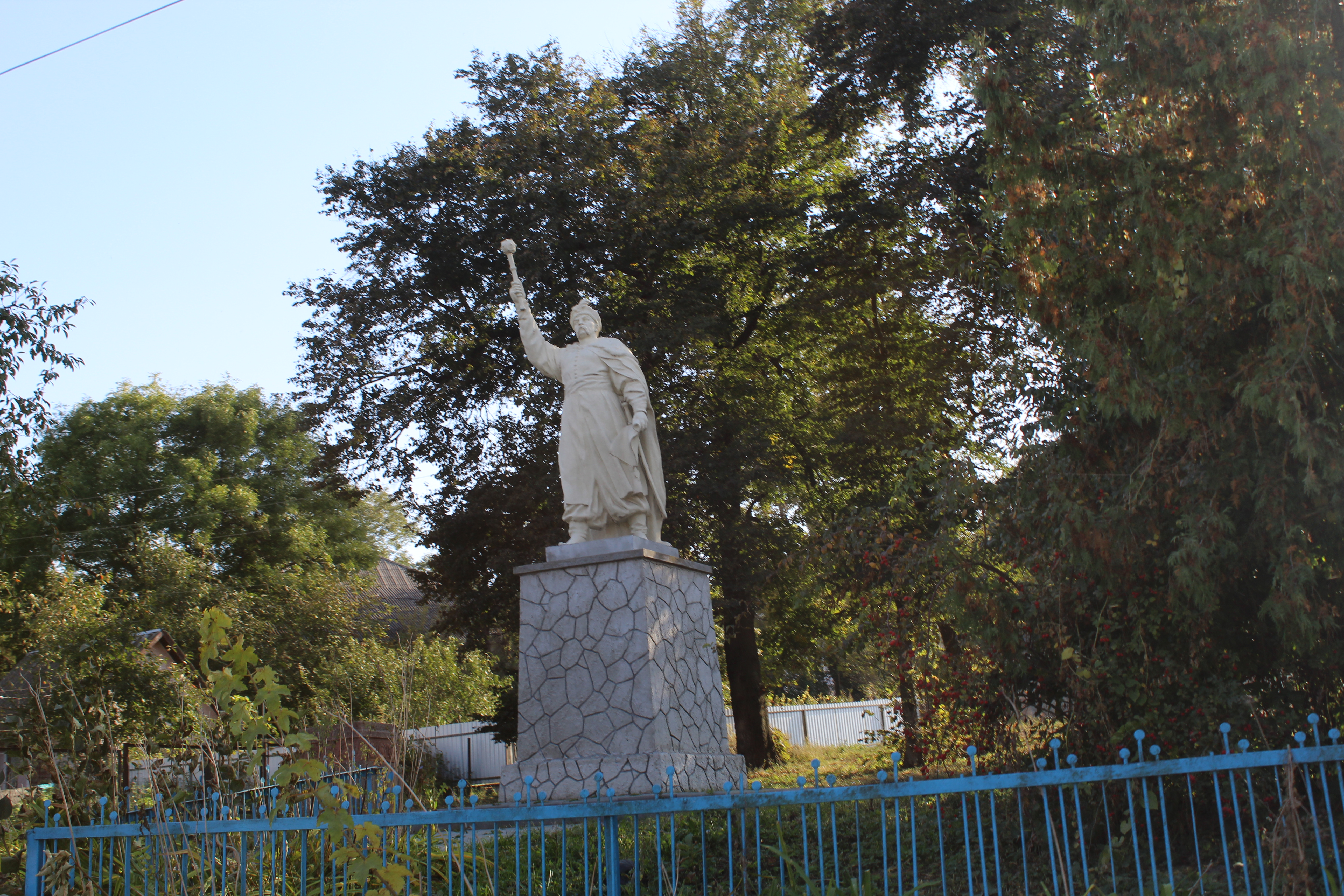

## Світлини

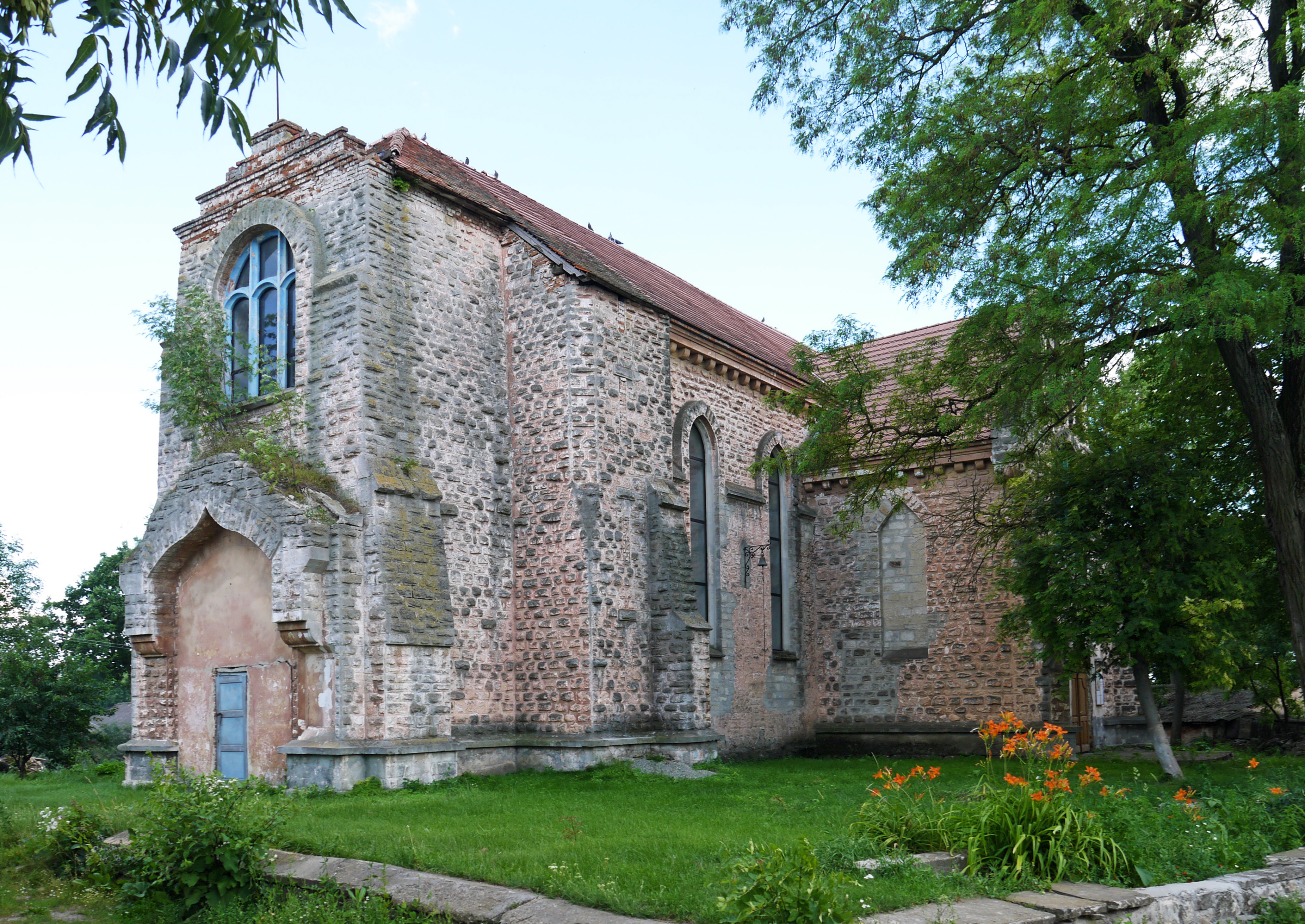
Костел
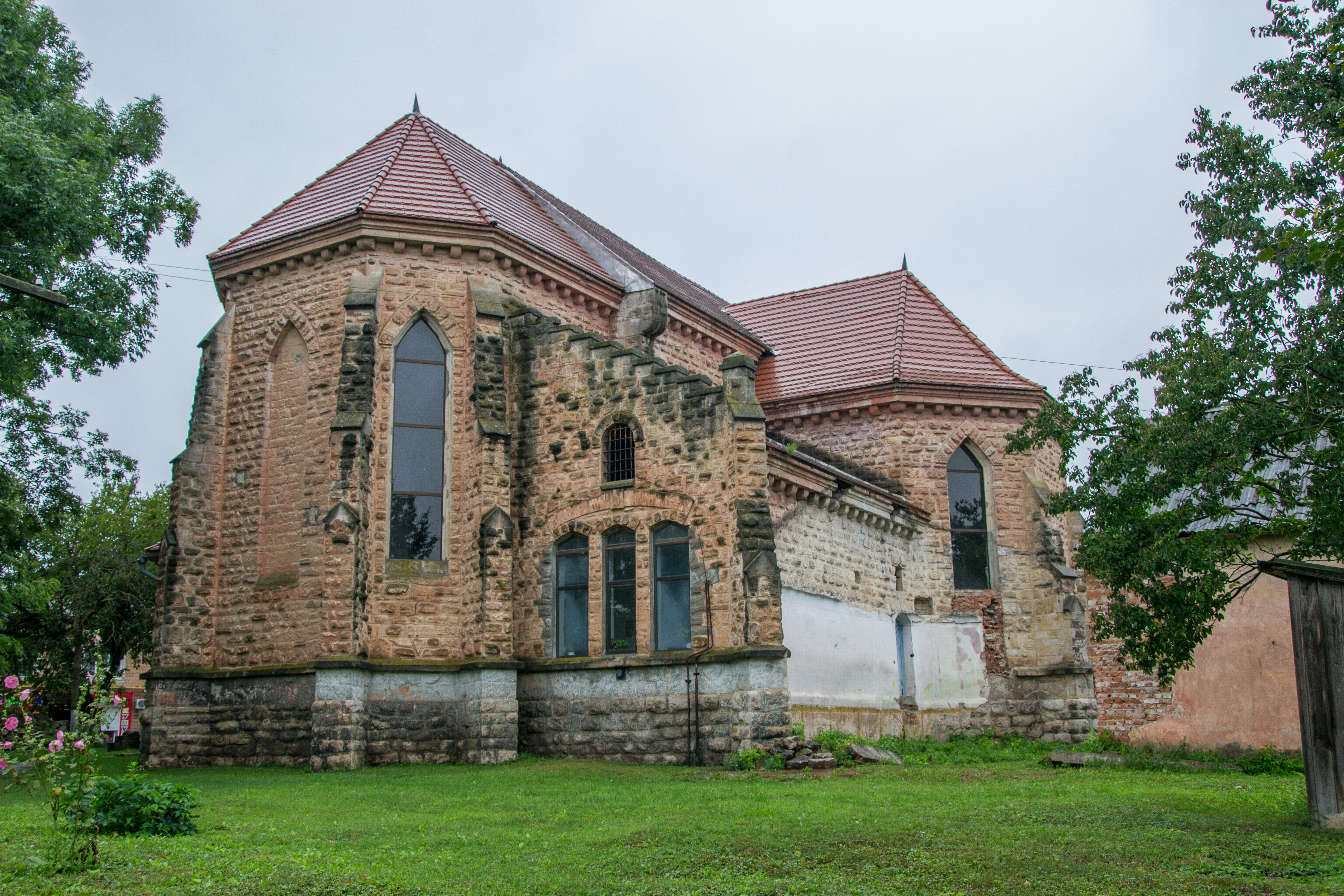
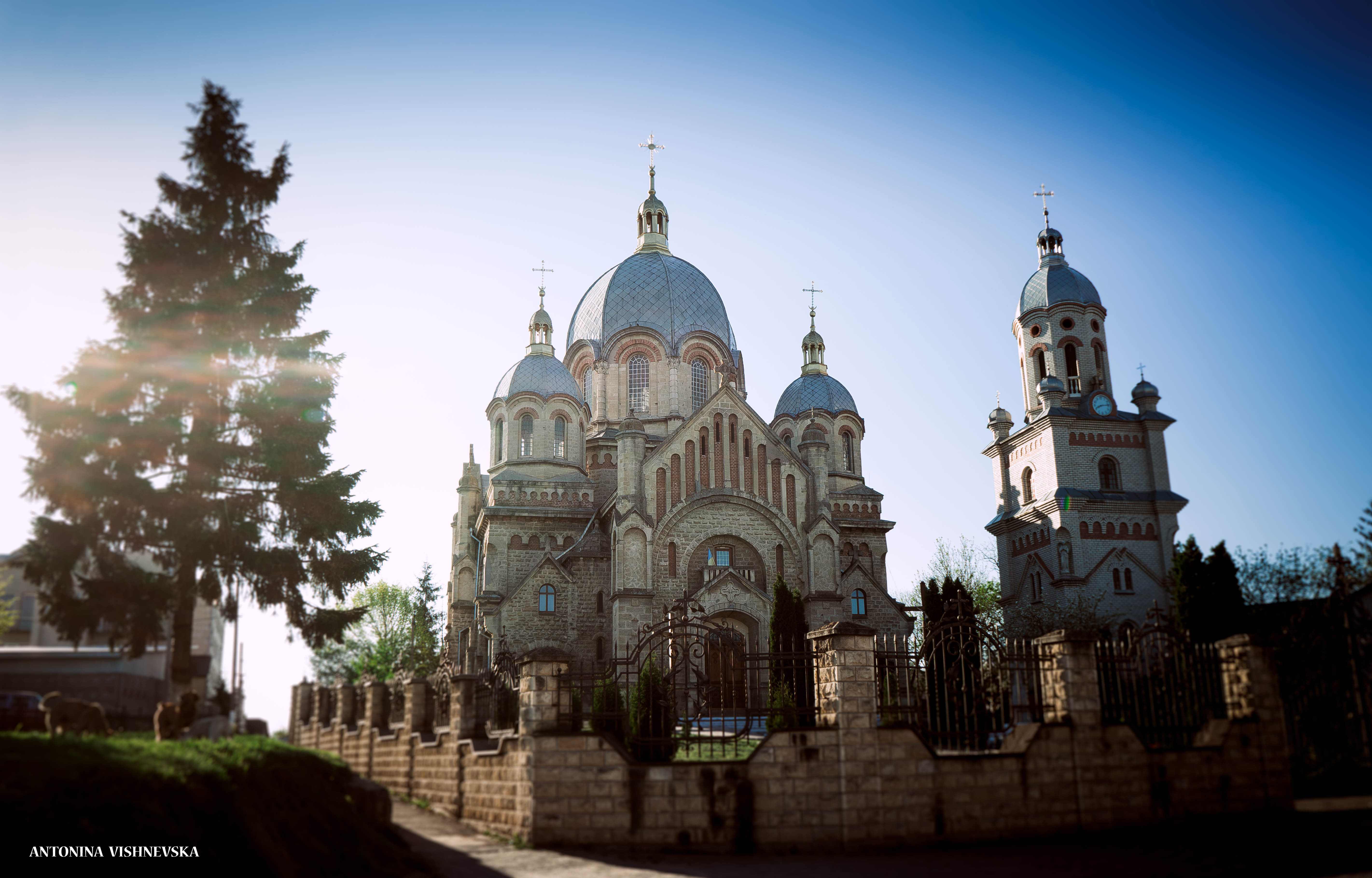
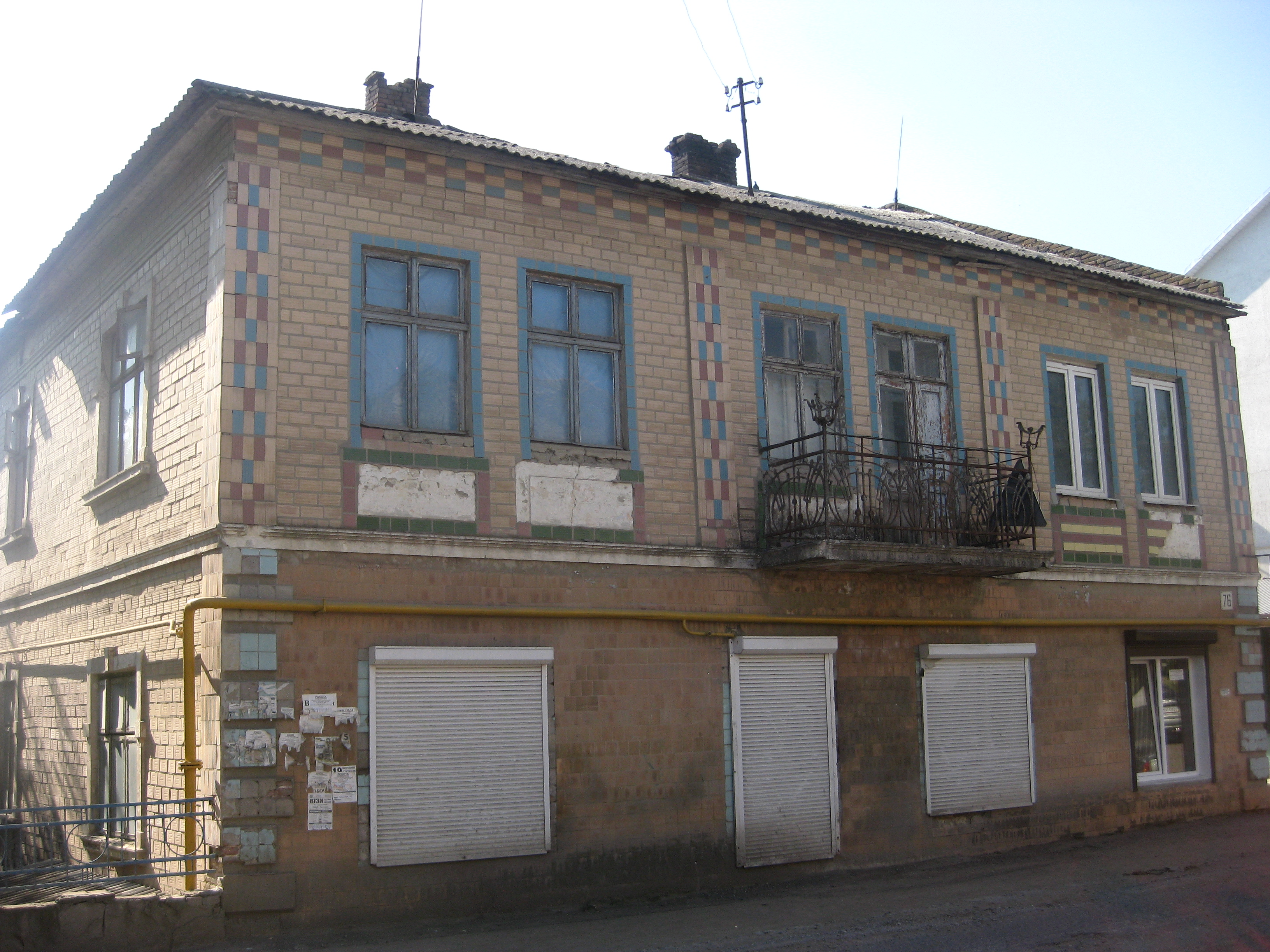
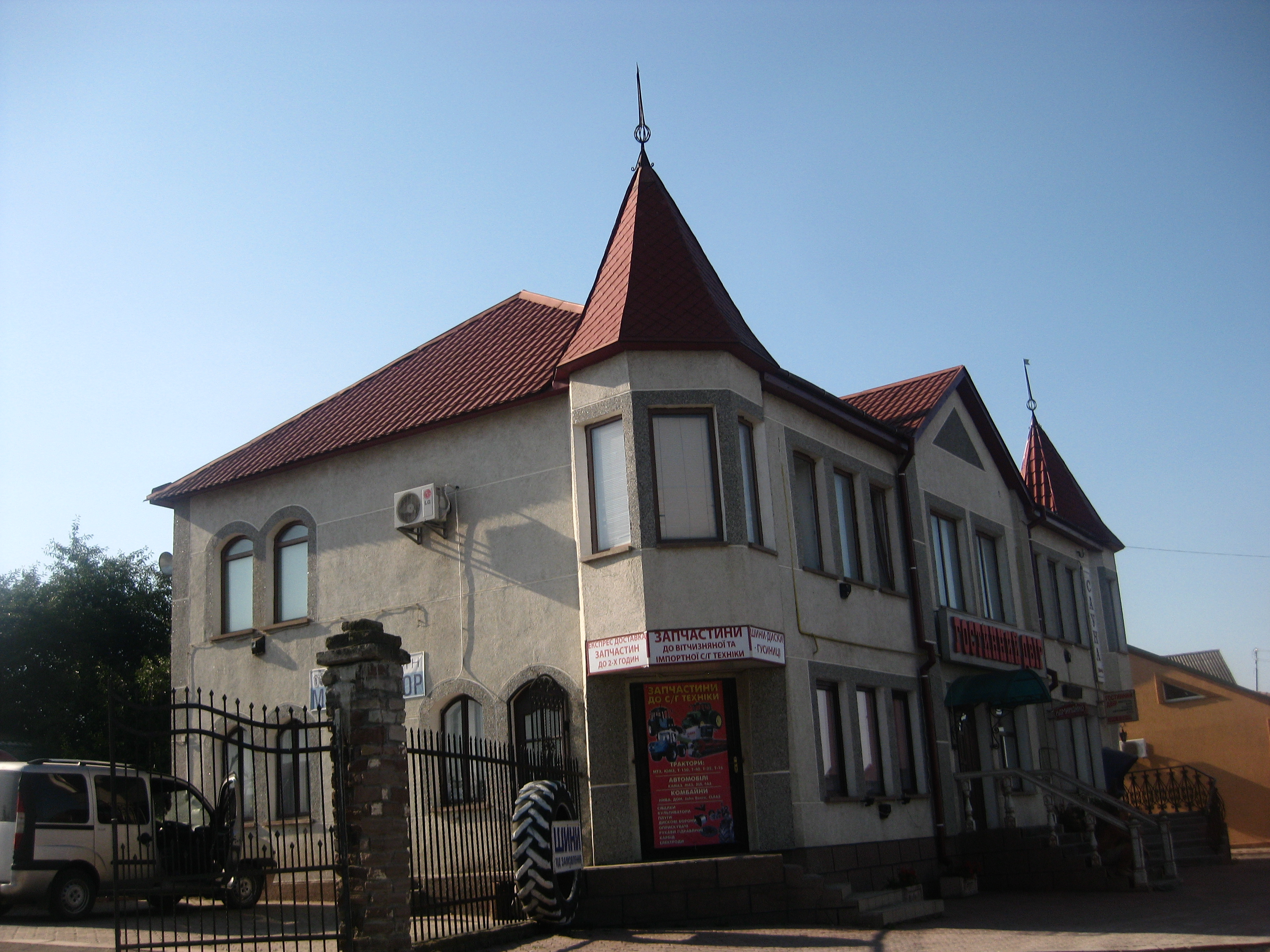
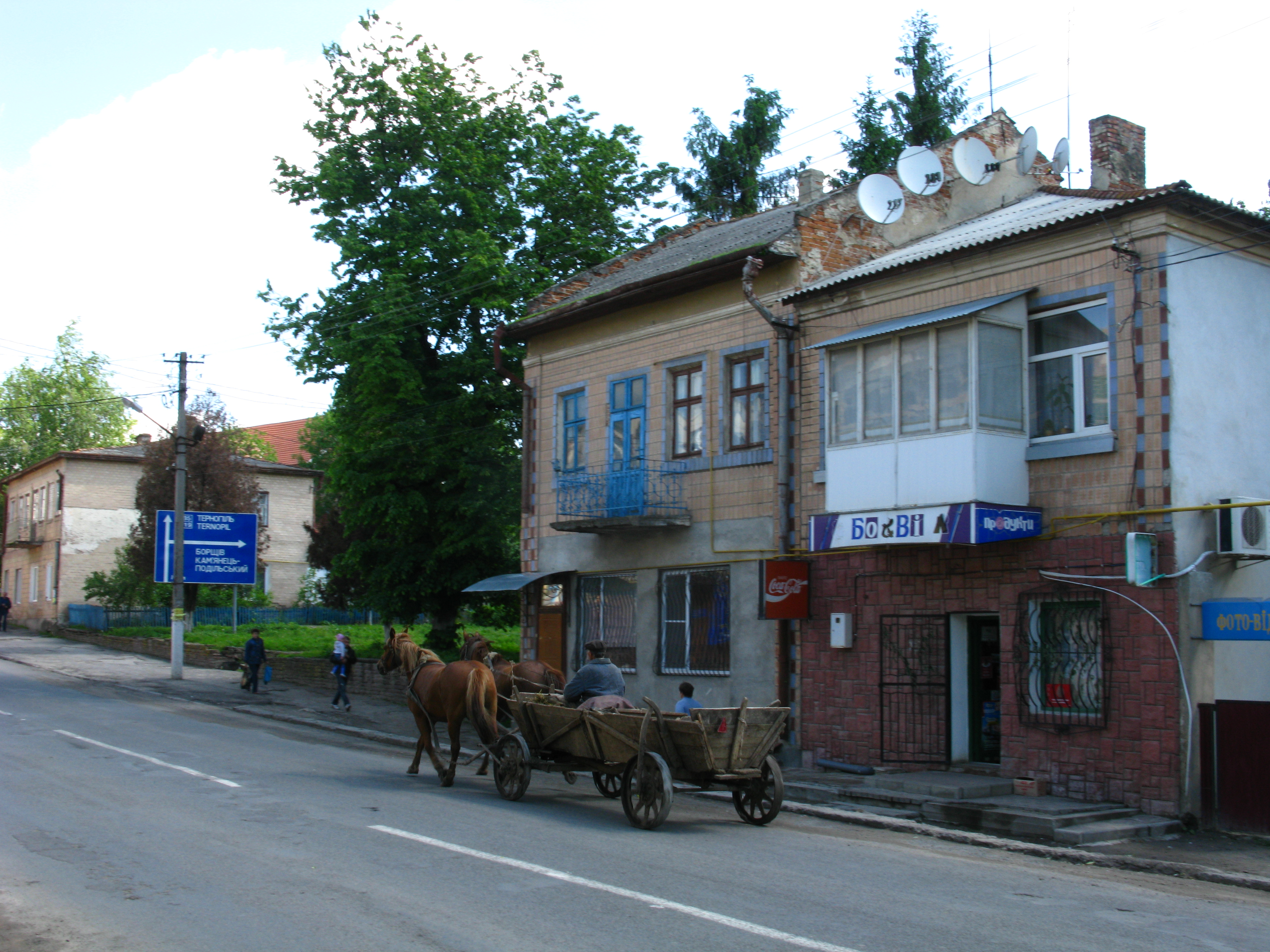
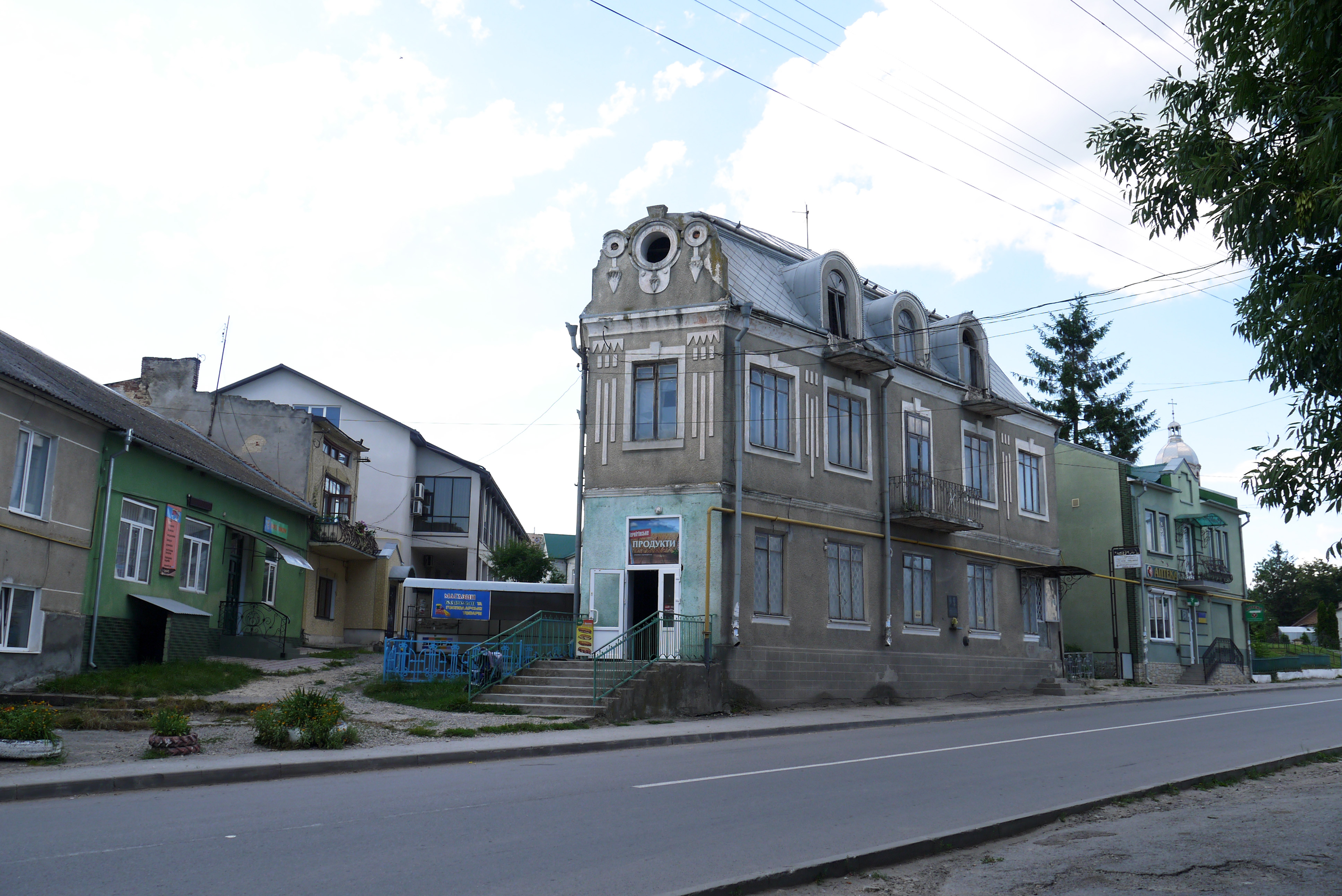
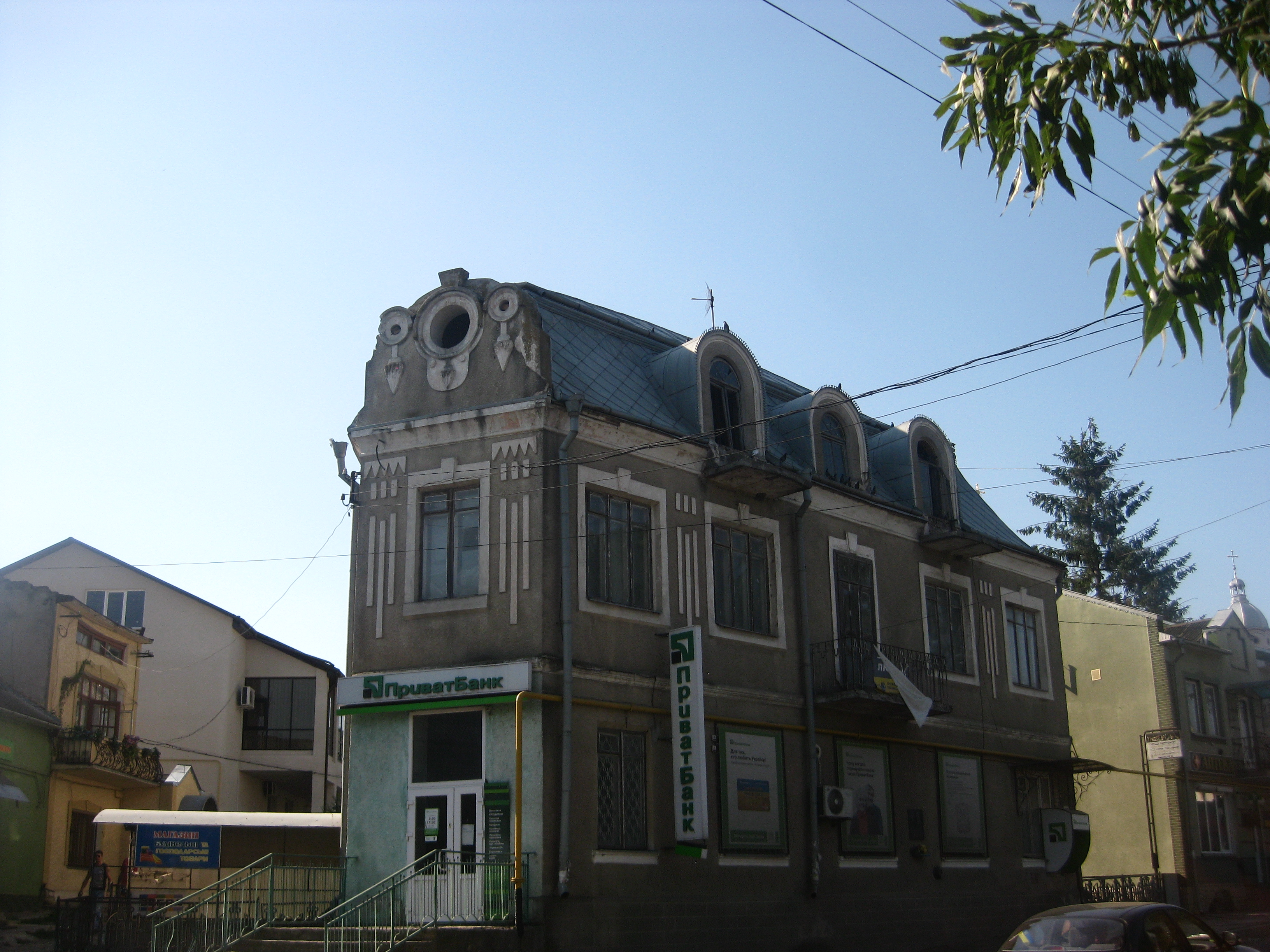
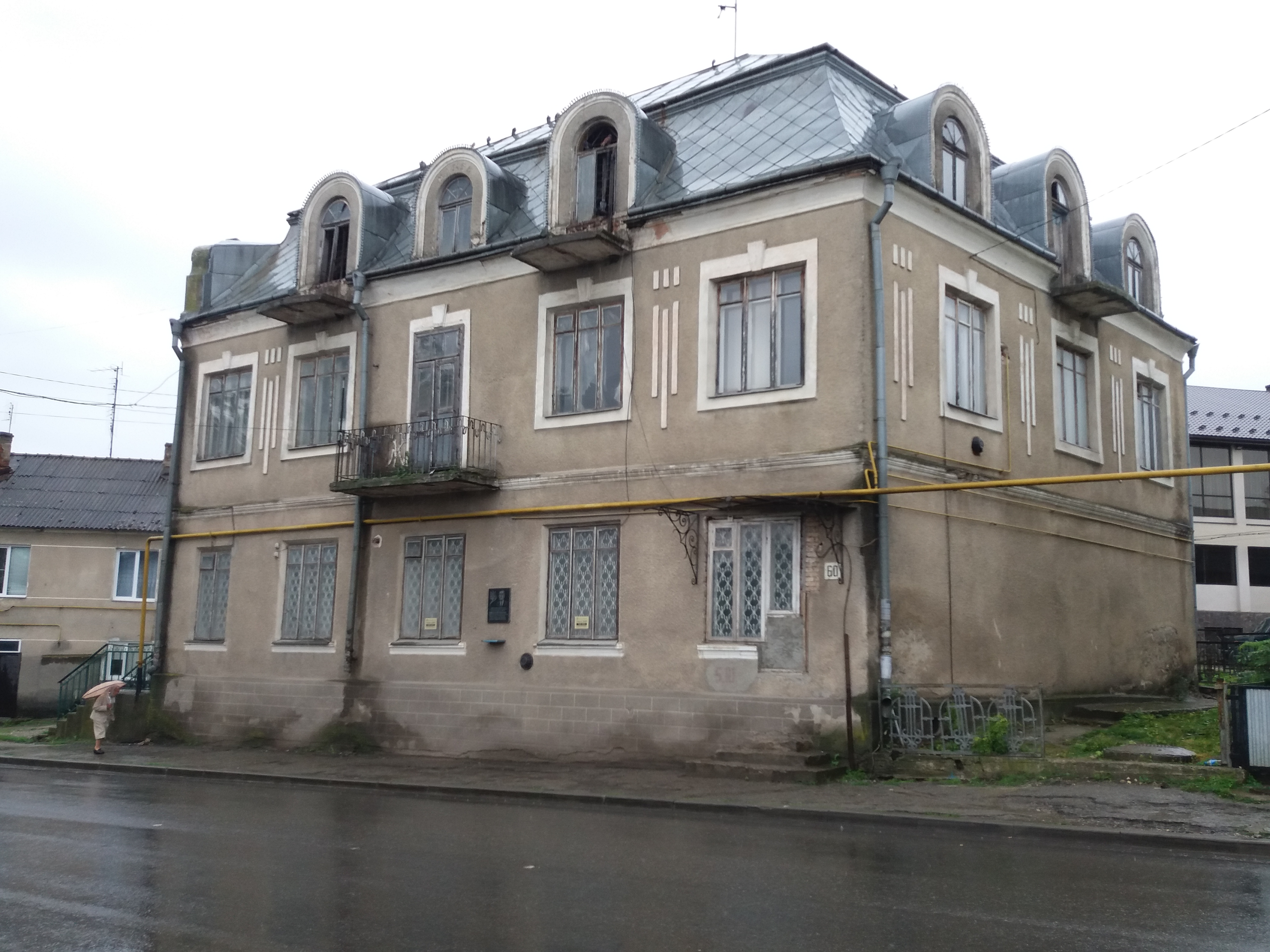
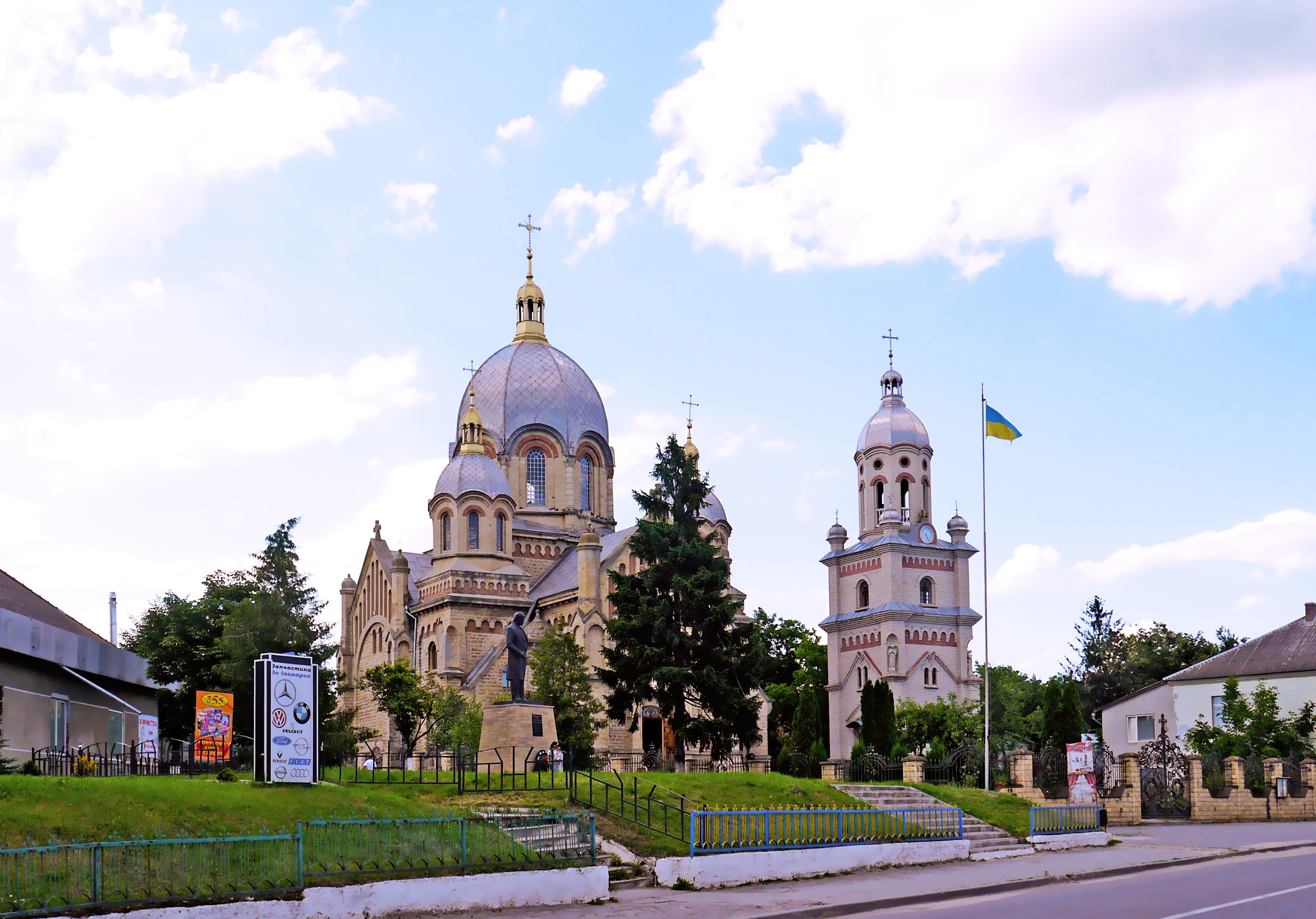
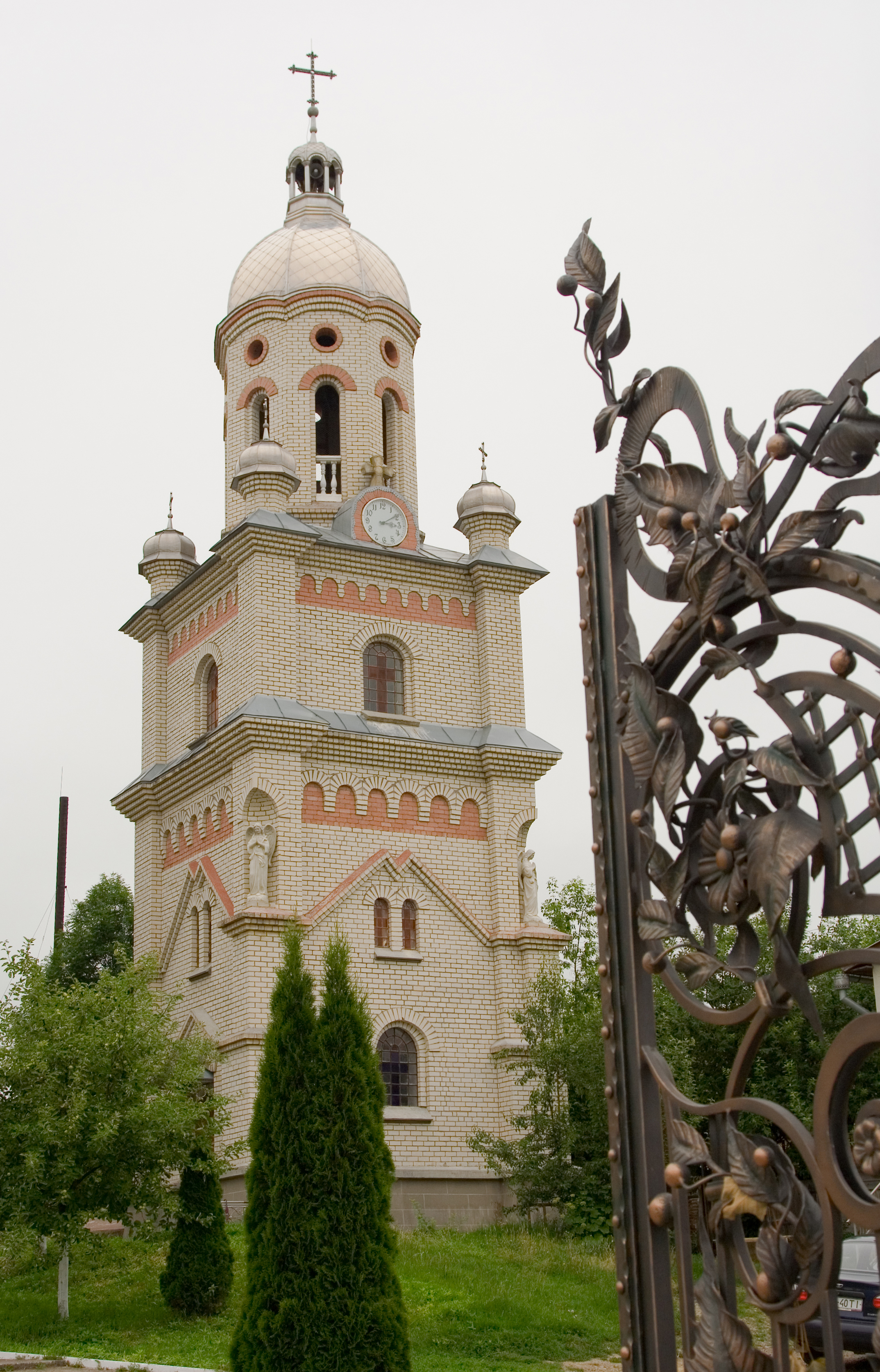

### Історичні фото

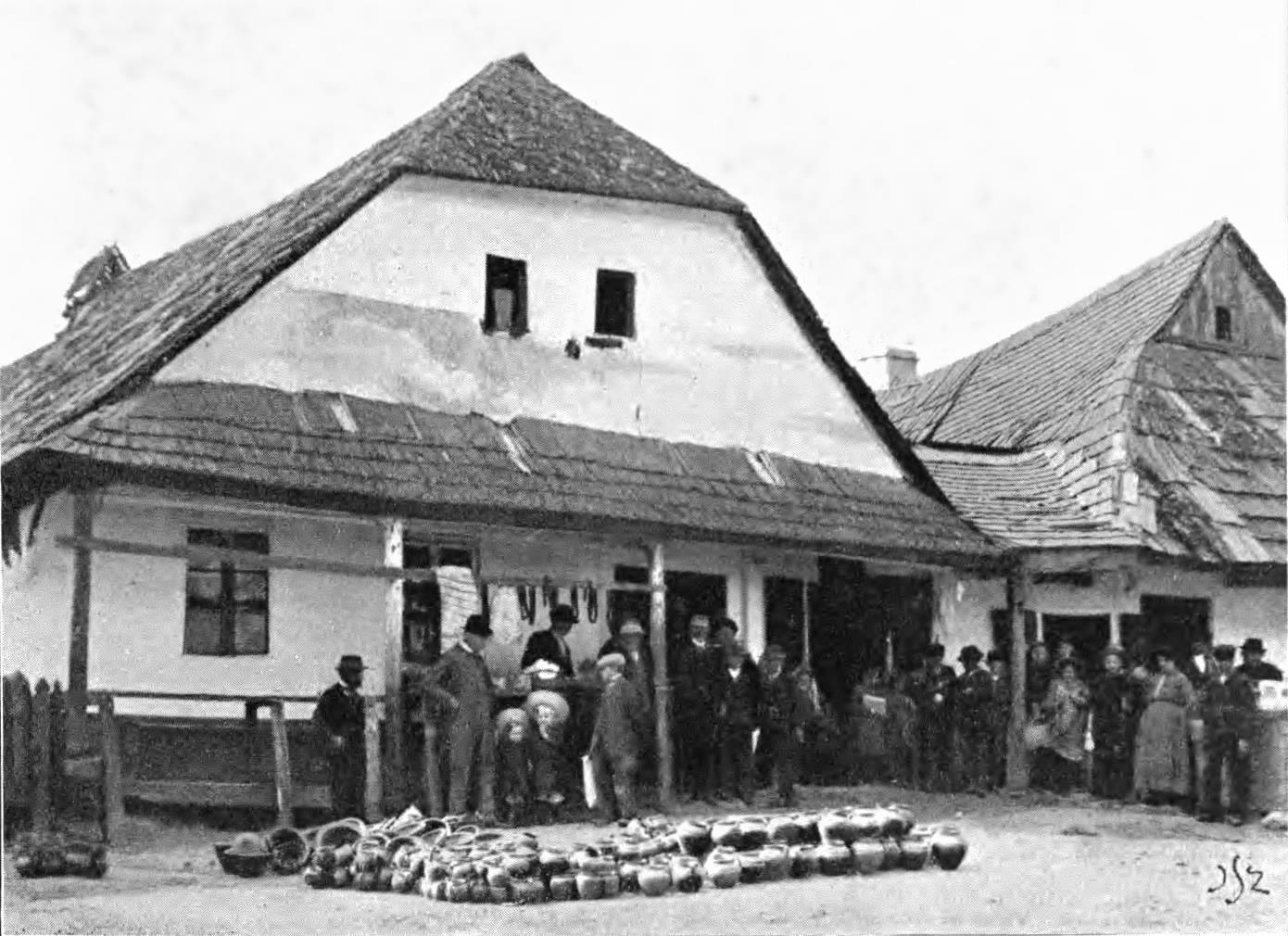
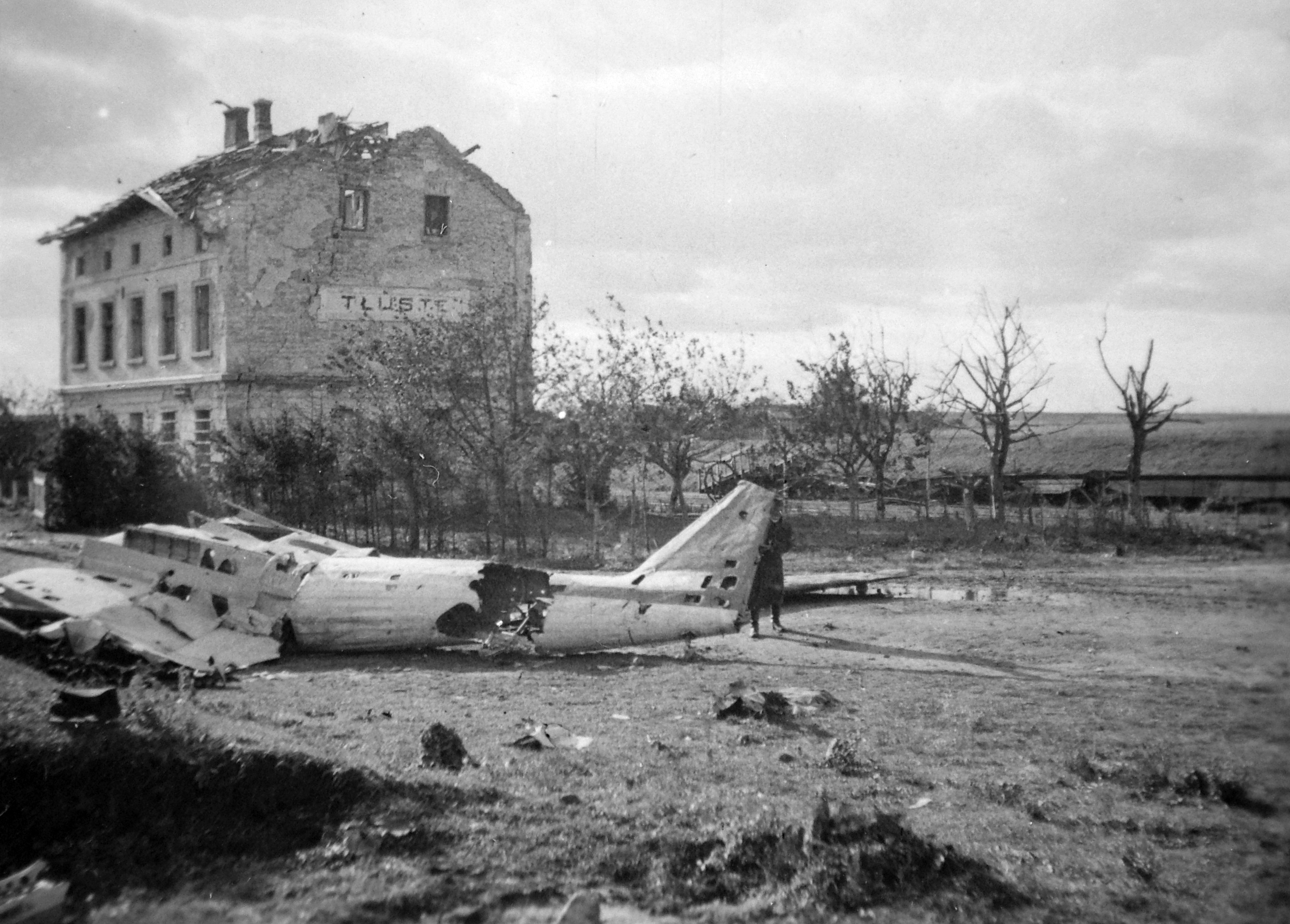
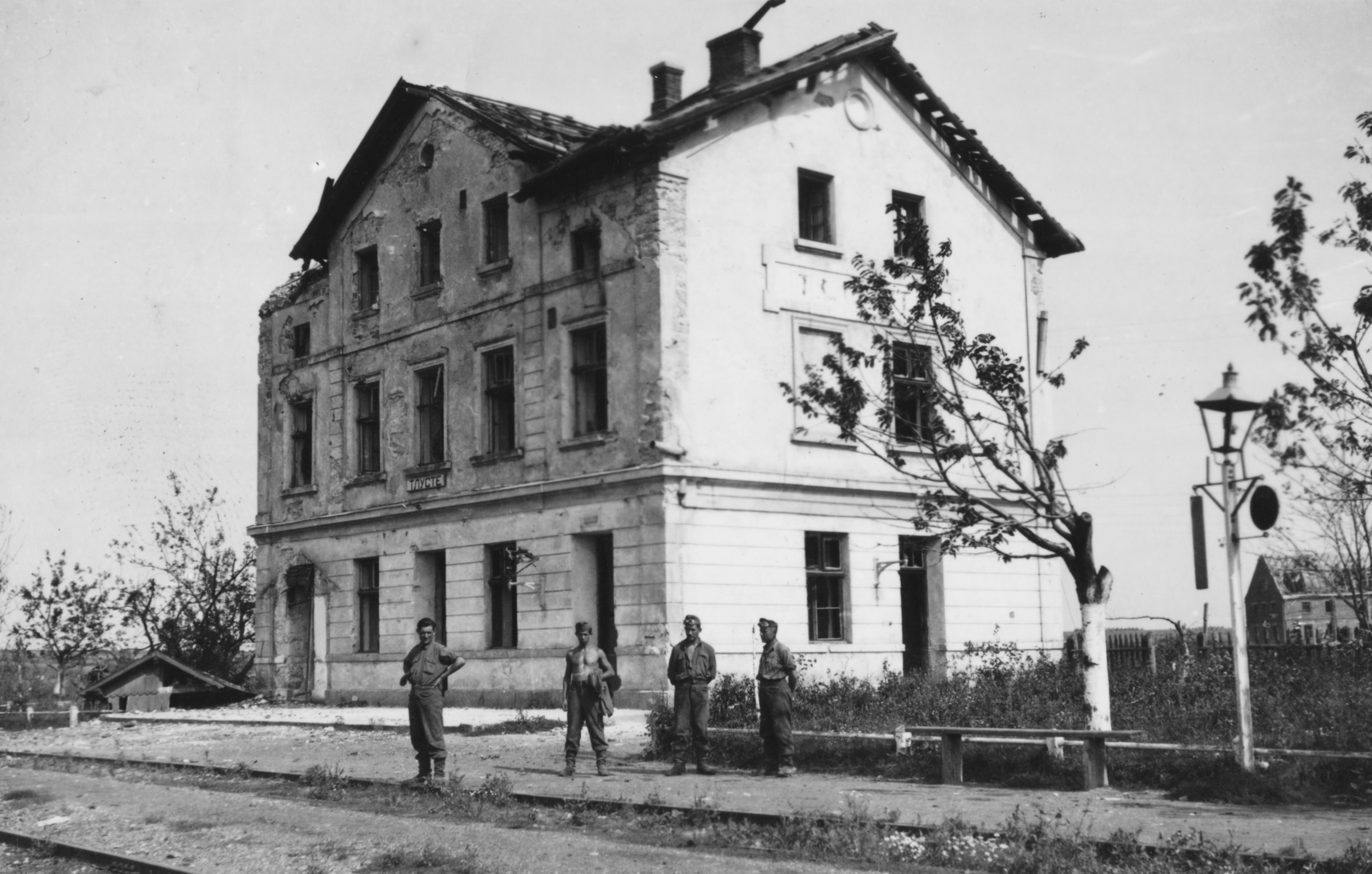
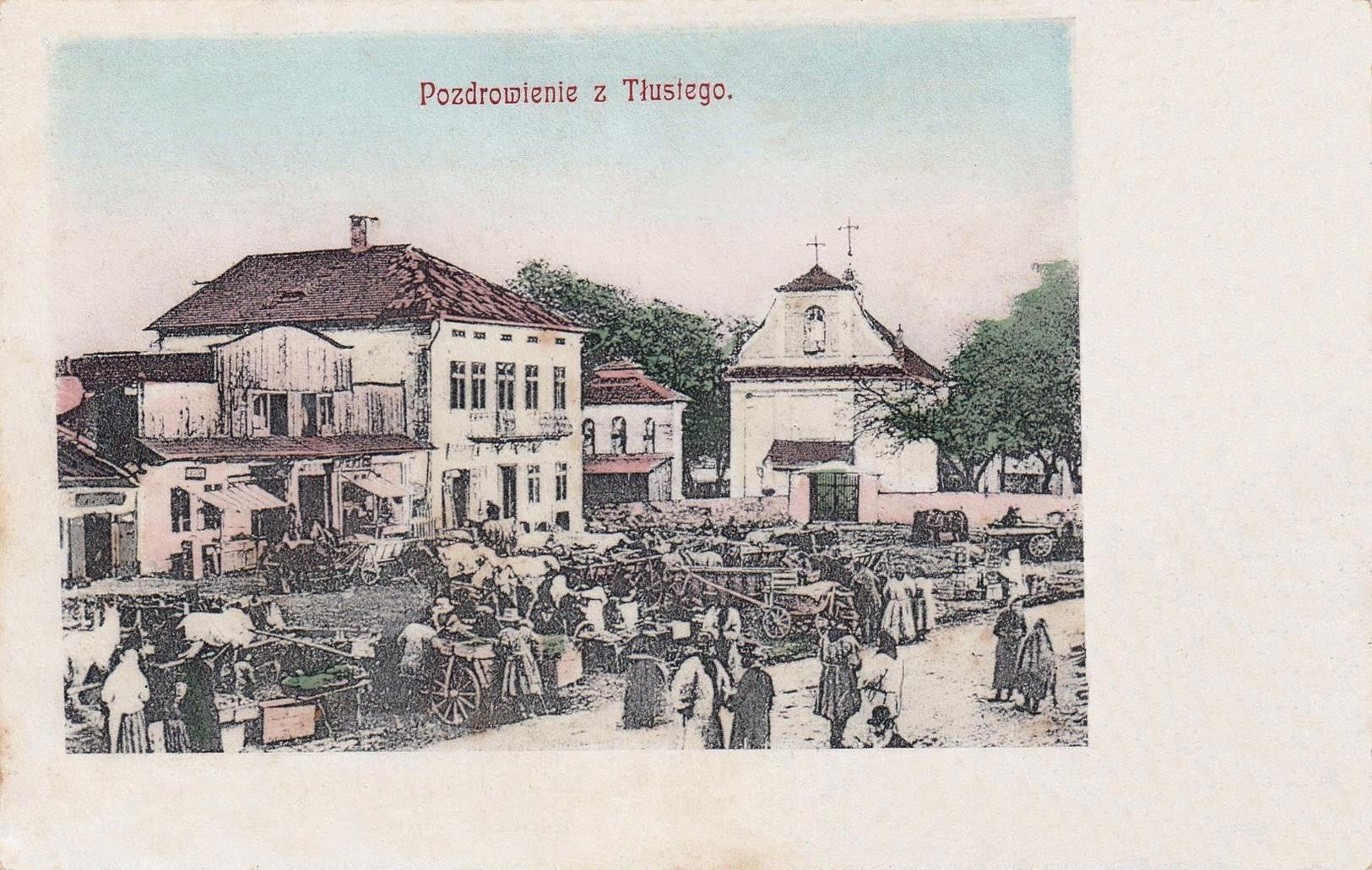
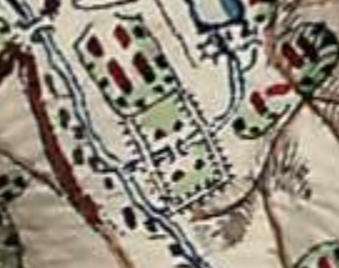
Товстенський замок